# Regierung Jan Černý II
Die Regierung Jan Černý II war die achte Regierung der Tschechoslowakei in der Zeit zwischen den Weltkriegen. Sie war vom 18. März 1926 bis zum 12. Oktober 1926 im Amt. Ihr folgte die Regierung Antonín Švehla III .

## Kabinettsmitglieder
| Ressort                                                       | Name               | Amtszeit                         |
| ------------------------------------------------------------- | ------------------ | -------------------------------- |
| Ministerpräsident                                             | Jan Černý          | 18. März 1926 – 12. Oktober 1926 |
| Außenminister                                                 | Edvard Beneš       | 18. März 1926 – 12. Oktober 1926 |
| Innenminister                                                 | Jan Černý          | 18. März 1926 – 12. Oktober 1926 |
| Finanzminister                                                | Karel Engliš       | 18. März 1926 – 12. Oktober 1926 |
| Minister für Bildung und Kultur                               | Jan Krčmář         | 18. März 1926 – 12. Oktober 1926 |
| Verteidigungsminister                                         | Jan Syrový         | 18. März 1926 – 12. Oktober 1926 |
| Justizminister                                                | Jiří Hausmann      | 18. März 1926 – 12. Oktober 1926 |
| Minister für Industrie, Handel und Gewerbe                    | František Peroutka | 18. März 1926 – 12. Oktober 1926 |
| Minister für die Eisenbahnen                                  | Jan Říha           | 18. März 1926 – 12. Oktober 1926 |
| Minister für öffentliche Arbeiten                             | Václav Roubík      | 18. März 1926 – 12. Oktober 1926 |
| Landwirtschaftsminister                                       | Juraj Slávik       | 18. März 1926 – 12. Oktober 1926 |
| Sozialminister                                                | Josef Schieszl     | 18. März 1926 – 12. Oktober 1926 |
| Minister für Gesundheit und Sport                             | Josef Schieszl     | 18. März 1926 – 12. Oktober 1926 |
| Minister für Post und Telegraphie                             | Maxmilián Fatka    | 18. März 1926 – 12. Oktober 1926 |
| Minister für die Unifizierung von Gesetzgebung und Verwaltung | Juraj Slávik       | 18. März 1926 – 12. Oktober 1926 |
| Minister für die Verwaltung der Slowakei                      | Josef Kállay       | 18. März 1926 – 12. Oktober 1926 |
| Minister für Ernährung                                        | Jiří Hausmann      | 18. März 1926 – 12. Oktober 1926 |